# Инкремент
Инкреме́нт, инкрементирование (от англ. increment «увеличение») — операция во многих языках программирования, увеличивающая значение переменной. Обратную операцию называют декремент (уменьшение). Чаще всего унарная операция приводит значение переменной к следующему элементу базового типа (то есть для целых чисел — увеличивает на 1, для символьного типа даёт следующий символ в некоторой таблице символов и т. п.)

## Использование в языках программирования
Инкремент часто используется в языках программирования (равно как и в машинном языке большинства микропроцессоров), например, при организации цикла, где какая-то величина в каждом новом шаге цикла становится больше на единицу.
Для примера возьмём язык программирования JavaScript:
```
x
++

```

Соответствующий ему декремент выглядит так:
```
x
--

```

Оператор инкрементирования можно записывать с обеих сторон («префиксный инкремент» ++x и «постфиксный инкремент» x++). От этого зависит результат операции, но не его побочного действия. Так:
```
let
 
y
 
=
 
++
x

```

можно записать, как
```
 
x
 
=
 
x
 
+
 
1

 
let
 
y
 
=
 
x

```

В то время, как
```
let
 
y
 
=
 
x
++

```

эквивалентно
```
 
let
 
y
 
=
 
x

 
x
 
=
 
x
 
+
 
1

```

«префиксный декремент» --x и «постфиксный декремент» x-- действуют аналогично на переменную x, уменьшая её.

## Использование в наименованиях
Обозначение оператора унарного постфиксного инкремента используется в названии языка программирования C++, как указание на его усовершенствование относительно своего предшественника (язык С)
Аналогичным образом назван текстовый редактор Notepad++, отсылающий к не связанной с ним программе Notepad.
В Agile используется технология PI-планирования (Program Increment Planing, планирование инкремента программы) которое распределяет значимость и порядок выполнения поставленных задач между командами. Основная цель скоординировать команды друг с другом и упорядочить выполнение задач.

## Выполнение операции
Поскольку операция инкремента (как и декремента) используется очень часто, арифметическое устройство процессора может выполнять её на аппаратном уровне, для чего имеется отдельная низкоуровневая команда. Поэтому инкремент выполняется быстрее, чем если бы производилось прибавление единицы к числу обычным способом. Поэтому для компиляторов языка Си, которые плохо оптимизируют исходный код программы, запись ++x предпочтительнее, чем x = x + 1 или x += 1 , хотя большинство современных компиляторов языка Си уже без проблем сами заменяют арифметические выражения  x = x + 1 или x += 1 на низкоуровневый инкремент на этапе оптимизации и компиляции.